# Amphisbetia distans
Amphisbetia distans is een hydroïdpoliep uit de familie Sertulariidae. De poliep komt uit het geslacht Amphisbetia. Sertularia distans werd in 1816 voor het eerst wetenschappelijk beschreven door Jean Vincent Félix Lamouroux. 